# Sentier du patrimoine de Central and Western
Le sentier du patrimoine de Central and Western est une randonnée touristique située à Hong Kong, tel que désignée par le bureau des antiquités et monuments du département des loisirs et des services culturels.
Il couvre le district de Central and Western et se compose de 3 parties :
- La route de Central (3 sections)
- La route de Sheung Wan (2 sections)
- La route de Western et de Pic Victoria (2 sections)

## Route de Central

### Section A
| Nom                                                                         | Localisation                                                                                      | Notes                                                                  | Image | Ref |
| --------------------------------------------------------------------------- | ------------------------------------------------------------------------------------------------- | ---------------------------------------------------------------------- | ----- | --- |
| A1 - Edinburgh Place                                                        |                                                                                                   |                                                                        |       |     |
| A2 - Statue Square                                                          |                                                                                                   |                                                                        |       |     |
| A3 - Cénotaphe                                                              | Chater Road                                                                                       |                                                                        |       |     |
| 1 - Ancien bâtiment du Hong Kong Club                                       | 3A Chater Road/3 Jackson Road, entre Chater Road et Connaught Road Central                        | Construit en 1897, démoli en 1981 pour faire place au bâtiment actuel. |       |     |
| A4 - Ancienne Cour Suprême (bâtiment du conseil législative)                | 8 Jackson Road, sur Statue Square                                                                 | Monument déclaré                                                       |       |     |
| A5 - Plaque commémorative de l'ancien site du Cricket Club                  | Chater Garden, directement à l'est du bâtiment du conseil législatif                              |                                                                        |       |     |
| 2 - Ancien site de Murray House                                             | Actuel site de la tour de la Bank of China. Murray House a été démontée et reconstruit à Stanley. |                                                                        |       |     |
| A6 - Plaque commémorative de l'ancien site de l'hôtel de ville de Hong Kong | Le site est aujourd'hui occupé par le bâtiment principal de HSBC.                                 |                                                                        |       |     |
| 3 - Ancien site de la caserne Murray                                        |                                                                                                   |                                                                        |       |     |
| A7 - Ancienne mission française de Hong Kong (Cour d'appel final)           | 1 Battery Path                                                                                    | Monument déclaré                                                       |       |     |
| A8 - Cathédrale Saint-Jean-l'Évangéliste                                    | 4 Garden Road                                                                                     | Monument déclaré                                                       |       |     |

### Section B
| Nom                                                                                   | Localisation                                    | Notes/Références                | Images |
| ------------------------------------------------------------------------------------- | ----------------------------------------------- | ------------------------------- | ------ |
| B9 - Flagstaff House (musée du thé)                                                   | 10 Cotton Tree Drive, dans le parc de Hong Kong | Monument déclaré                |        |
| B10 - Rawlinson House (registre des mariages de Cotton Tree Drive)                    | 19 Cotton Tree Drive                            | Bâtiment historique de rang II  |        |
| B11 - Bloc Cassels (Centre d'arts visuels de Hong Kong)                               | 7A Kennedy Road, dans le parc de Hong Kong      | Bâtiment historique de rang II  |        |
| B12 - Blocs nord et ouest du St. Joseph's College                                     | 7 Kennedy Road                                  | Monument déclaré                |        |
| B13 - 28 Kennedy Road (Bureau des anciens directeurs généraux de la RAS de Hong Kong) | 28 Kennedy Road                                 | Bâtiment historique de rang I   |        |
| B14 - Première Église du Christ, Scientiste                                           | 31 MacDonnell Road                              | Bâtiment historique de rang II  |        |
| B15 - Collège mixte St. Paul                                                          | 33 MacDonnell Road                              | Bâtiment historique de rang III |        |
| B16 - Jardins botanique et zoologique de Hong Kong                                    | Upper Albert Road                               |                                 |        |
| B17 - Bâtiment principal du Helena May                                                | Garden Road                                     | Monument déclaré                |        |
| 4 - Arrêt de Garden Road                                                              | 33 Garden Road                                  |                                 |        |

### Section C
| Nom                                                                              | Localisation                                                                | Notes/Références                                                                                 | Images |
| -------------------------------------------------------------------------------- | --------------------------------------------------------------------------- | ------------------------------------------------------------------------------------------------ | ------ |
| C18 - Government House                                                           | Upper Albert Road                                                           | Monument déclaré                                                                                 |        |
| C19 - Cathédrale de l'Immaculée-Conception                                       | 16 Caine Road                                                               | Bâtiment historique de rang I                                                                    |        |
| C20 - Prison de Victoria                                                         | 16 Old Bailey Street                                                        | Monument déclaré                                                                                 |        |
| C21 - Ancienne magistrature de Central                                           | 1 Arbuthnot Road                                                            | Monument déclaré                                                                                 |        |
| C22 - Commissariat de police de Central                                          | Hollywood Road                                                              | Monument déclaré                                                                                 |        |
| C23 - Site d'origine du restaurant occidental Heng Yian Lou                      | 2 Lyndhurst Terrace                                                         |                                                                                                  |        |
| C24 - Site d'origine du bureau du Zhongguo Ribao (China Daily)                   | 24 Stanley Street                                                           |                                                                                                  |        |
| C25 - Plaque commémorative du dr. José Rizal                                     | Century Square, 1-13 D'Aguilar Street                                       |                                                                                                  |        |
| C26 - Site d'origine du Hejizhan                                                 | 24 Wellington Street                                                        |                                                                                                  |        |
| C27 - Ancien dépôt de Dairy Farm                                                 | 2 Lower Albert Road                                                         | Bâtiment historique de rang II. Accueille le Fringe Club et le Club des correspondants étrangers |        |
| C28 - Bishop's House                                                             | 1 Lower Albert Road                                                         | Bâtiment historique de rang I                                                                    |        |
| C29 - Église Saint-Paul                                                          | Glenealy                                                                    |                                                                                                  |        |
| C30 - Marches et lampes à gaz de Duddell Street                                  | Duddell Street                                                              | Monument déclaré                                                                                 |        |
| 5 - Ancien site de la tour de l'horloge de Pedder Street                         | Croisement de Queen's Road et Pedder Street                                 | Démoli en 1913                                                                                   |        |
| C31 - Immeuble Pedder                                                            | 12 Pedder Street                                                            | Bâtiment historique de rang II                                                                   |        |
| C32 - Plaque commémorative du front de mer d'origine en 1841                     | Central Building                                                            |                                                                                                  |        |
| C33 - Plaque commémorative de la création des terre-pleins de Praya de 1843-65   | Chater House, 11 Chater Road. Plaque située sur la façade de Pedder Street. |                                                                                                  |        |
| C34 - Plaque commémorative de la création des terre-pleins de Praya de 1890-1904 | Chater House, 11 Chater Road                                                |                                                                                                  |        |
| 6 - Ancien site de la poste centrale                                             | Entre Connaught Road Central, Pedder Street et Des Voeux Road               | Démoli dans les années 1970. Site actuel de World-Wide House.                                    |        |

## Route de Sheung Wan

### Section A
| Nom                                                                                       | Localisation                                                | Notes/Références                                                                            | Images |
| ----------------------------------------------------------------------------------------- | ----------------------------------------------------------- | ------------------------------------------------------------------------------------------- | ------ |
| 1 - Ancien site de la caserne centrale des pompiers                                       | Des Voeux Road                                              | Emplacement du bâtiment du siège de la banque Hang Seng.                                    |        |
| 2 - Marché central                                                                        | 80 Des Voeux Road, Central                                  | Bâtiment historique de rang III                                                             |        |
| 3 - Pottinger Street                                                                      |                                                             | Surnommée la « rue des dalles de pierre » (石板街)                                          |        |
| 4 - Site d'origine du siège hongkongais de la Xingzhonghui                                | 13 Staunton Street                                          |                                                                                             |        |
| 5 - Mosquée                                                                               | 30 Shelley Street, Sheung Wan                               | Bâtiment historique de rang I. Mosquée Jamia.                                               |        |
| 6 - Synagogue Ohel Léa                                                                    | 70 Robinson Road, au croisement avec Castle Road            | Bâtiment historique de rang I                                                               |        |
| 7 - Bâtiment de la Mission de Londres                                                     | 78 et 80 Robinson Road                                      | Bâtiment historique de rang III. Aujourd'hui un club-house privé.                           |        |
| 8 - Salle Kom Tong                                                                        | 7 Castle Road, Central                                      | Bâtiment historique de rang II. Accueille le musée du Dr. Sun Yat-sen depuis décembre 2006. |        |
| 9 - Site d'origine de la maison de la mission Daoji                                       | 59 Hollywood Road                                           |                                                                                             |        |
| 10 - Ancien site de l'hôpital mémorial Alice et du collège de médecine de Hong Kong       | 77-81 Hollywood Road                                        |                                                                                             |        |
| 11 - Site d'origine de la société littéraire de Furen                                     | Pak Tsz Lane                                                |                                                                                             |        |
| 12 - Site de l'école où Yeung Ku-wan a été assassiné par des agents Qing                  | 52 Gage Street, au croisement d'Aberdeen Street             |                                                                                             |        |
| 13 - Site d'origine de Yang Yao Ji - lieu de rencontre des Quatre bandits (en)            | 24 Gough Street (l'adresse d'origine est au 6 Gough Street) |                                                                                             |        |
| 14 - Plaque commémorative du dr. James Legge                                              | 44 Gough Street                                             |                                                                                             |        |
| 15 - Site d'origine de l'école centrale                                                   | 44 Gough Street                                             |                                                                                             |        |
| 16 - Site d'origine du Queen's College                                                    | Aberdeen Street                                             |                                                                                             |        |
| 17- Site original de la maison de prédication de la mission congrégationaliste américaine | 2 Bridges Street (actuel marché de Bridges Street)          |                                                                                             |        |

### Section B
| Nom                                                                               | Localisation                                   | Notes/Références                                                                                | Images |
| --------------------------------------------------------------------------------- | ---------------------------------------------- | ----------------------------------------------------------------------------------------------- | ------ |
| 18 - Temple Man Mo                                                                | 124-130 Hollywood Road                         | Bâtiment historique de rang I                                                                   |        |
| 19 - Association chrétienne des jeunes hommes chinois de Hong Kong (YMCA chinois) | 51 Bridges Street                              |                                                                                                 |        |
| 20 - Ancien institut pathologique (musée des sciences médicales)                  | 2 Caine Lane                                   | Monument déclaré                                                                                |        |
| 21 - Ancien site du quartier des officiers de police - Caine Road                 | Between Caine Road et Seymour Road             | Le site a été transformé en parc, le Caine Road Garden.                                         |        |
| 22 - Église Hop Yat                                                               | 2 Bonham Road                                  | Bâtiment historique de rang II                                                                  |        |
| 23 - L'un des sites d'origine du centre d'accueil du Tongmenghui (Ligue unie)     | Po Hing Fong                                   |                                                                                                 |        |
| 24 - Plaque commémorative de l'épidémie de peste bubonique de 1894                | Blake Garden                                   |                                                                                                 |        |
| 25 - Kwong Fook I Tsz                                                             | Tai Ping Shan Street                           |                                                                                                 |        |
| 26 - Tai Ping Shan Street                                                         |                                                |                                                                                                 |        |
| 27 - Hôpital Tung Wah                                                             | 12 Po Yan Street                               | Le bloc principal est un bâtiment historique de rang III.                                       |        |
| 28 - Hollywood Road                                                               |                                                |                                                                                                 |        |
| 29 - Ancien site de Possession Point (Shui Hang Hau)                              | Hollywood Road Park, près de Possession Street |                                                                                                 |        |
| 30 - Ancien site de Tai Tat Tei                                                   | Parc de Hollywood Road                         |                                                                                                 |        |
| 31 - Ancien site du théâtre Ko Shing                                              | 117 Queen's Road                               | The theatre was demolished in 1973.                                                             |        |
| 32 - Bonham Strand                                                                |                                                |                                                                                                 |        |
| 33 - Ancien site de l'Union Nam Pak Hong                                          | Bonham Strand West                             |                                                                                                 |        |
| 34 - Ancien site de Western Market (bloc sud, complexe Sheung Wan)                | 345 Queen's Road                               | Le bloc sud, construit en 1858, est démoli en 1980. Il est remplacé par le complexe Sheung Wan. |        |
| 35 - Western Market (bloc nord)                                                   | 323 Des Voeux Road                             | Monument déclaré                                                                                |        |

## District Western et route du Pic
Le district Western comprend trois petits districts à savoir Sai Ying Pun, Shek Tong Tsui et Kennedy Town.

### Section A
| Nom                                       | Localisation                                   | Notes/Références                                                       | Images |
| ----------------------------------------- | ---------------------------------------------- | ---------------------------------------------------------------------- | ------ |
| 1 - Arrêt de Garden Road                  | 33 Garden Road                                 |                                                                        |        |
| 2 - Ancien café du Pic                    | 121 Peak Road, Pic Victoria                    | Bâtiment historique de rang II. Rebaptisé The Peak Lookout en 2001.    |        |
| 3 - Gate Lodge et l'ancien Mountain Lodge | Mount Austin Road, Pic Victoria                | Monument déclaré                                                       |        |
| 4 - Ancien site de Mountain Lodge         | Lugard Road, Pic Victoria                      | Le bâtiment a été démoli en 1946. Actuel site de Victoria Peak Garden. |        |
| 5 - Batterie de Pinewood                  | Parc national de Lung Fu Shan                  |                                                                        |        |
| 6 - Boundary Stone, Victoria              | Hatton Road, à 400 m du début de Kotewall Road |                                                                        |        |
| 7 - Maison en pierre                      | 15 Kotewall Road, Niveaux intermédiaires       | Bâtiment historique de rang III. Aujourd'hui une résidence privée.     |        |

### Section B
| Nom                                                                                                 | Localisation                             | Notes/Références | Images |
| --------------------------------------------------------------------------------------------------- | ---------------------------------------- | --- | ------ |
| 8 - Anciennes salles de l'université de Hong Kong                                                   | Niveaux intermédiaires                   | Les « anciennes salles » est un nom collectif donné en 1966 aux salles Lugard, Eliot et May. Il ne subsiste aujourd'hui que les salles Eliot et May. |        |
| 9 - Bâtiment principal de l'université de Hong Kong                                                 | Niveaux intermédiaires                   | L'extérieur du bâtiment est un monument déclaré. |        |
| 10 - Bâtiment Hung Hing Ying de l'université de Hong Kong                                           | Niveaux intermédiaires                   | L'extérieur du bâtiment est un monument déclaré. |        |
| 11 - Station de pompage Elliot et quartiers des ouvriers des filtres                                | Pok Fu Lam Road, Kennedy Town            | Bâtiment historique de rang II |        |
| 12 - Ancien musée de Fung Ping Shan (musée universitaire et galerie d'art, université de Hong Kong) | 94 Bonham Road                           | Le bâtiment Fung Ping Shan est un bâtiment historique de rang II.                                                                                    |        |
| 13 - Bâtiment Tang Chi Ngong de l'université de Hong Kong                                           | Niveaux intermédiaires                   | L'extérieur du bâtiment est un monument déclaré. |        |
| 14 - King's College                                                                                 | 63A Bonham Road, Sai Ying Pun            | Bâtiment historique de rang II. |        |
| 15 - Église Kau Yan                                                                                 | 97A High Street, Sai Ying Pun            | Bâtiment historique de rang III. |        |
| 16 - Ancienne maternité de Tsan Yuk                                                                 | 36A Western Street, Sai Ying Pun         | Bâtiment historique de rang III. Nommé « Centre communautaire du district de l'Ouest » depuis 1973.                                                  |        |
| 17 - Bâtiment principal du collège des filles St. Stephen                                           | 2 Lyttelton Road, Niveaux intermédiaires | Monument déclaré |        |
| 18 - Ancien site de l'école diocésaine de garçons                                                   | 9A Bonham Road                           | Actuelle école primaire du gouvernement de Bonham Road.                                                                                              |        |
| 19 - Ancien asile lunatique (bloc chinois)                                                          | 45 Eastern Street, Sai Ying Pun          | Bâtiment historique de rang II. Actuel clinique de méthadone de la Eastern Street.                                                                   |        |
| 20 - Ancien hôpital psychiatrique                                                                   | 2 High Street, Sai Ying Pun              | La façade est un bâtiment historique de rang I. Fait aujourd'hui partie du complexe communautaire de Sai Ying Pun.                                   |        |
| 21 - Poste de police des niveaux supérieurs                                                         | 1F High Street, Sai Ying Pun             | Bâtiment historique de rang III. Aujourd'hui utilisé comme siège régional de la brigade criminelle de l'île de Hong Kong.                            |        |
| 22 - École Saint-Louis                                                                              | 179 Third Street, Sai Ying Pun           | Bâtiment historique de rang III |        |
| 23 - Ancienne caserne de pompiers de Western                                                        | 12 Belcher's Street, Kennedy Town        | Bâtiment historique de rang III. Reconverti en foyer Po Leung Kuk Chan Au Big Yan pour personnes âgées.                                              |        |
| 24 - Fok Hing Tong, société hongkongaise pour la promotion de la vertu                              | 8-9 Tai Pak Terrace                      | |        |
| 25 - Temple de Lo Pan                                                                               | 15 Ching Lin Terrace, Kennedy Town       | Bâtiment historique de rang I |        |